# Městské lázně v Prostějově
Městské lázně v Prostějově jsou víceúčelovou stavbou v centru města, na Floriánském náměstí. Nabízející 25 metrový plavecký bazén, saunu, parní saunu, infrasaunu a solárium. V budově je k dispozici také kadeřnictví, kosmetika, masáže a restaurace. V těsné blízkosti je autobusový terminál Floriánské náměstí.

## Historie
Od poloviny 20. století nebyla v Prostějově žádné veřejná plovárna ani bazén. Prostějov měl koncem padesátých let 20. stol. 40 tis. obyvatel obývající necelých 5 tisíc domů. Většina bytů tehdy neměla vlastní koupelnu. Motivací pro stavbu bylo i hledisko hygienické, které v dostalo charakter vysoké politické důležitosti. Projekt krytých lázní byl schválen v listopadu 1958. Součástí projektu bylo oddělení se 24 kabinami a 26 vanami, odpočívárna se 14 lehátky, převlékací kabinky, šatny, očistné sprchy, klubovna, bezalkoholický bufet, oddělení parní koupele a ostatní společenská a sociální zařízení. Objekt byl vybudován podle projektu architektů Vladimíra Vychodila a Radoslava Malasky.
Realizaci stavby měl na starost národní podnik Pozemní stavby Prostějov, investorem byl Oblastní komunální podnik města Prostějova. Budova se začala stavět na jaře 1959. V březnu 1962 byly lázně otevřeny. Budova je vstupem orientována do přilehlého Floriánského náměstí. Jelikož se plánovalo využití lázní i v letním období, uvažovalo se o přeměně plochy před nimi na klidovou zónu pro odpočinek návštěvníků. Tento plán se nerealizoval.

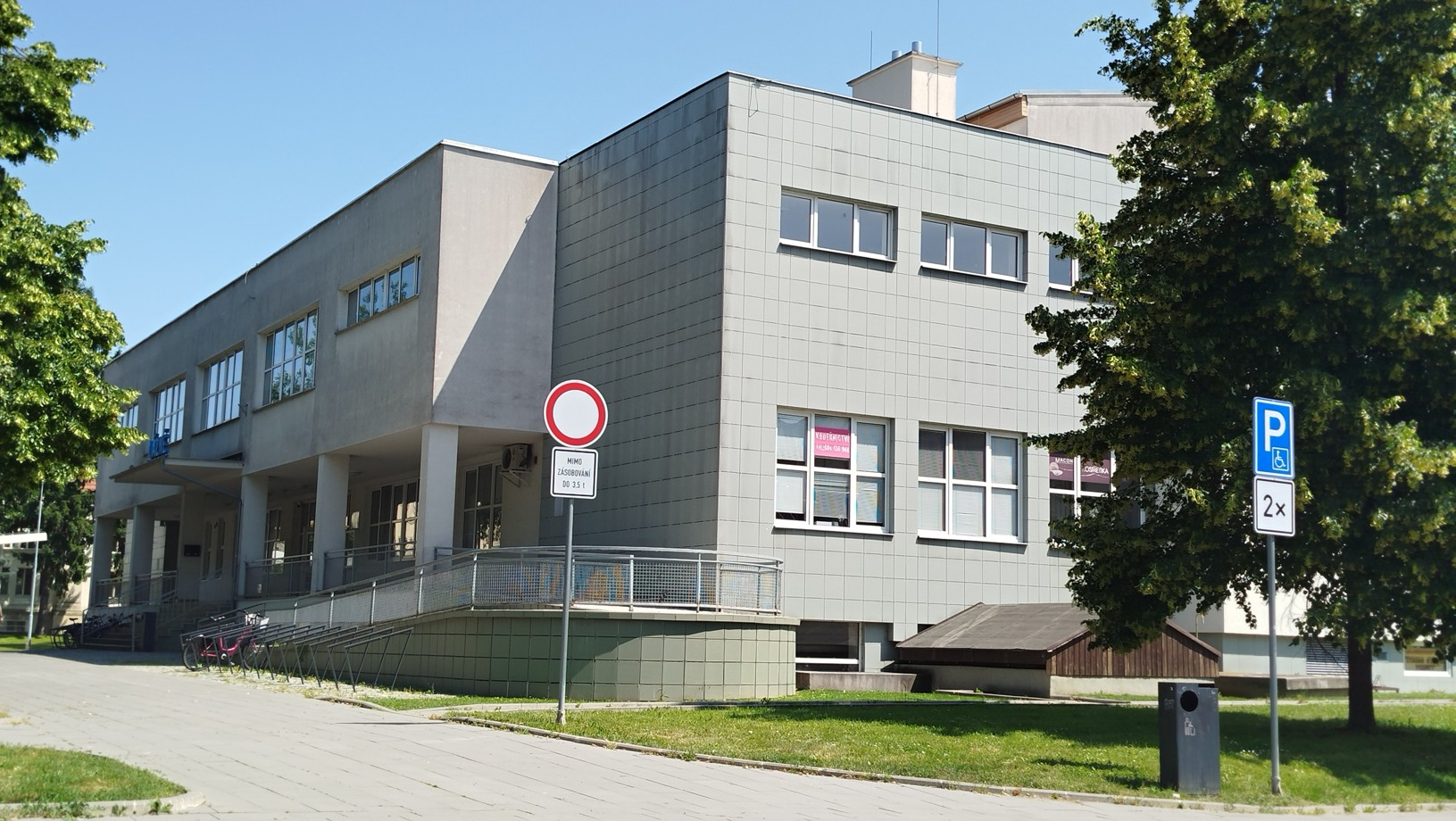
Budova městských lázní ze západní strany

Začlenění objektu do parkového prostředí náměstí napomáhá vstupní terasa se sloupy nesoucími předsunutý díl prvního poschodí. Prosklená stěna bazénové haly a k ní přilehlá terasa je orientována k jihu, do zahrady. Plavecký bazén se nachází v prvním podlaží a je nesen železobetonovými sloupy. Železobetonové konstrukční prvky navrhl Alois Smékal a interiéry Miloš Libra. Vnitřek budovy je konstrukčními prvky přirozeně členěn. V podzemí byly strojovny, rozvodna, prádelna a žehlírna. Zásobování vodou se vyřešilo vrtanou studnou o hloubce 160 metrů a artéskou zprovozněnou v roce 1966 o hloubce 180 metrů. Stavbě lázní ustoupila demolicí kaple svatého Floriána. Floriánské náměstí bylo 4. dubna 1962 přejmenováno na Gagarinovo náměstí, ke svému původnímu názvu se vrátilo 14. února 1991.
Budova Městských lázní byla rekonstruována v roce 1988, poté kompletně v letech 1990–1994 a další rekonstrukce proběhla v roce 2000.

## Současnost

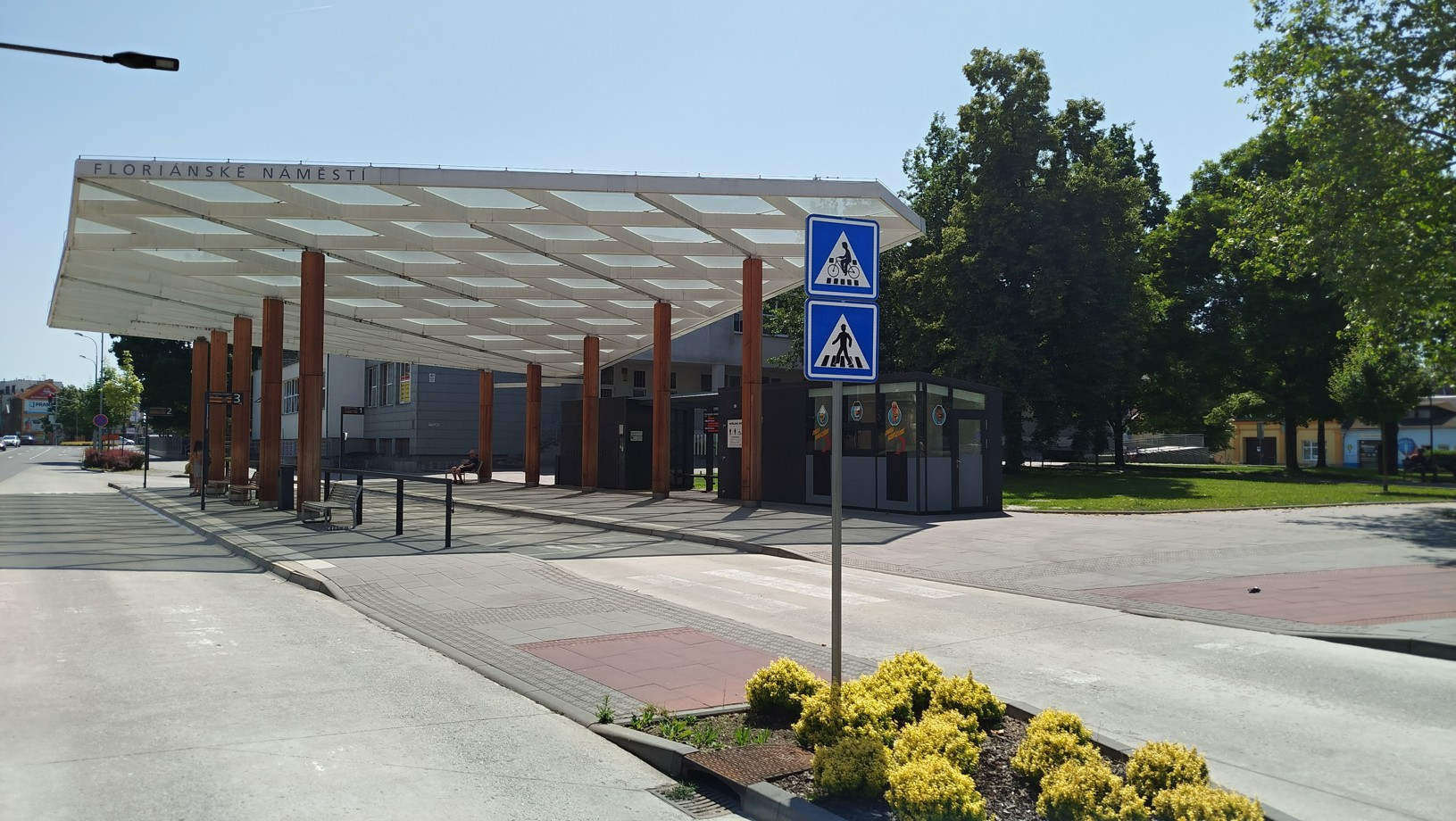
Autobusový terminál Floriánské náměstí v těsné blízkosti lázní

Městské lázně provozuje společnost Domovní správa Prostějov, která je členem Asociace pracovníků v regeneraci a Asociace bazénů a saun České republiky. Budova je technicky zastaralá, o její kompletní rekonstrukci se neuvažuje. Roční návštěvnost je 110 tis. návštěvníků. Kapacita je to nedostatečná. Realizují zde výuku plavání místní školy i plavecké oddíly. Pro veřejnost jsou tak otevírací hodiny velmi omezené, a to je často vyčleněna jen polovina bazénu.
Město Prostějov plánuje stavbu nové budovy s bazénem a saunami v blízkosti současného Aquaparku Prostějov s investicí ve výši 629 mil. Kč. Stavět by se mělo začít v roce 2026 a nová budova otevřít v roce 2027.